# Ulster Workers' Council

La Ulster Workers' Council (français : Conseil des travailleurs de l'Ulster, UWC) est un syndicat nord-irlandais loyaliste fondé en 1974. Prenant la suite de la Loyalist Association of Workers à Belfast et soutenu par les groupes paramilitaires loyalistes, il organise la grève de 1974 qui met fin au Conseil d'Irlande et à l'Assemblée nord-irlandaise ainsi que celle de 1977. 